# زندگی و زمانه مایکل کی
زندگی و زمانه مایکل ک (به انگلیسی: Life & Times of Michael K) نام کتابی از جان مکسول کوتسیا است.
در سخنرانی اهدای جایزه نوبل به کوتسیا، یکی از اعضای آکادمی سوئد که خود نویسنده است گفت: نوشتن، بیدار کردن نداهای معارض در ضمیر نویسنده است و شهامت برقراری دیالوگ با آنها و رسالت نویسنده در متصور شدن آنچه غیرقابل تصور است خلاصه می‌شود، و این دقیقاً همان کاری است که کوتسیا در زندگی و زمانه مایکل ک می‌کند، آن هم با نثر موجز و سبک شفاف تحسین برانگیزش.
در این رمان که حرف ک یادآور شخصیت جوزف ک کافکاست، حقارت انسان در سیطره نظام اداری رژیم آپارتاید به نمایش گذاشته می‌شود. مایکل حتی لایق آن نیست که نامش به‌طور کامل به زبان بیاید! اما رمان به رؤیای فردی که مایل است خارج از بافت هم‌زیستی متعارف انسان‌ها و به میل خودش زندگی کند و حرمت انسانی اش را محفوظ بدارد شکل می‌بخشد. مایکل یک انسان بکر است که جهان را از دید خاص خودش می‌بیند. با اینکه خشونت تبعیض نژادی را تجربه می‌کند -و کوتسیا در طول رمان حتی یک بار هم اشاره‌ای به رنگ پوست او نمی‌کند- از طریق شکیبایی به آزادگیی دست می‌یابد که هم رژیم آپارتاید و هم نیروهای چریکی را شگفت زده و مبهوت می‌کند؛ زیرا او، در نهایت سادگی، هیچ چیز نمی‌خواهد: نه جنگ و نه انقلاب، نه قدرت و نه پول. مایکل ک فقط کرامت انسانی را می‌خواهد.

## نمونه‌ای از متن
«مایکلز، اگر سازش نکنی می‌میری؛ و تصور نکن که فقط تحلیل می‌روی، ضعیف و ضعیف‌تر می‌شوی تا فقط روحت باقی بماند و بتوانی به فلک اثیری پرواز کنی. مرگی که انتخاب کرده‌ای پر از درد و رنج و شرم و افسوس است، و روزهای زیادی را باید متحمل شوی تا رهایی سر برسد.

...
یک روح پاک، به دور از دکترین‌ها و تاریخ، روحی که درونِ تابوتِ سفت و سخت سنگی پر و بال می‌زند و پشت آن ماسک دلقک‌وار نجوا می‌کند…»
او مثل سنگ می‌ماند، یک سنگریزه که از ازل آرام یک گوشه افتاده و سرش به کار خودش بوده‌است.